# Desa Pohgading (administrativ by i Indonesien, Jawa Tengah, lat -6,69, long 110,96)
Desa Pohgading är en administrativ by i Indonesien.   Den ligger i provinsen Jawa Tengah, i den västra delen av landet, 500 km öster om huvudstaden Jakarta. Desa Pohgading ligger vid sjön Waduk Gembong.